# Duhovcovití
Duhovcovití (Xenopeltidae) je jedna z čeledí hadů (Serpentes). Jsou pojmenováni podle pestrého zbarvení jejich těla, které je však většinou černé, někdy hnědé. Avšak když se od jejich šupin odráží světlo, vzniká pestrobarevný efekt. Domov těchto hadů se nachází v Číně a jihovýchodní Asii. Ačkoli nejsou jedovatí, nechovají se příliš často jako domácí mazlíčci. Způsobuje to totiž jejich vysoká úmrtnost při přepravě a během prvních 6 měsíců v zajetí.

## Taxonomické členění
- Čeleď: Xenopeltidae – duhovcovití – 1 rod, 2 druhy
  - Rod: Xenopeltis – duhovci
    - Druhy:

- Xenopeltis unicolor – Duhovec jednobarvý
- Xenopeltis hainanensis – Duhovec hainanský